# Лютка (притока Знобівки)
Лютка — річка в Україні, у Шосткинському районі Сумської області. Ліва притока Знобівки (басейн Дніпра).

## Опис
Довжина річки приблизно 11,6 км.

## Розташування
Бере початок на південному заході від села Ясна Поляна в урочищі Ясна Поляна. Тече переважно на північний захід через село Люте і впадає у річку Знобівку, ліву притоку Рукава Десенки.
Населені пункти вздовж берегової смуги: Поліське.
Річку перетинає автошлях Т 1908.